# 1768年の相撲
1768年の相撲（1768ねんのすもう）は、1768年の相撲関係のできごとについて述べる。

## 出来事
本所回向院にて本場所が初めて開催される。以降、両国国技館開館までの140年間の場所の多くが同地で開催される。

## 本場所など
- 9月場所（江戸相撲）[1]
  - 興行場所:本所回向院境内
  - 11月7日（旧9月28日）より晴天8日間興行
- 11月場所（江戸相撲）[2]
  - 興行場所:市ヶ谷八幡境内
  - 12月11日（旧11月3日）より晴天8日間興行
- 他、大坂相撲本場所の開催があり（晴天10日間興行）[1]。